# Forchheim (huyện)
Forchheim là một huyện ở bang Bayern, Đức. Huyện này giáp các huyện (từ phía bắc theo chiều kim đồng hồ): Bamberg, Bayreuth, Nürnberger Land và Erlangen-Höchstadt.

## Lịch sử
Cho đến năm 1803, vùng này bị chia cắt giữa Bamberg và Brandenburg-Kulmbach centred in Bayreuth. Sau đó thuộc Bayern. Huyện với ranh giới như hiện nay đã được lập năm 1972 thông qua việc sáp nhập các huyện cũ Forchheim và một số khu vực của huyện giải thể Ebermannstadt và Pegnitz. Thành phố Forchheim mất tư cách một thành phố không thuộc huyện và thành huyện lỵ.

## Địa lý
Sông chính ở huyện là sông Regnitz, chảy từ nam đến bắc qua phía tây huyện.

## Thị xã và đô thị
| Thị xã                                      | Đô thị | |
| ------------------------------------------- | --- | --- |
| 1. Ebermannstadt 2. Forchheim 3. Gräfenberg | 1. Dormitz 2. Effeltrich 3. Eggolsheim 4. Egloffstein 5. Gößweinstein 6. Hallerndorf 7. Hausen 8. Heroldsbach 9. Hetzles 10. Hiltpoltstein 11. Igensdorf 12. Kirchehrenbach | 1. Kleinsendelbach 2. Kunreuth 3. Langensendelbach 4. Leutenbach 5. Neunkirchen am Brand 6. Obertrubach 7. Pinzberg 8. Poxdorf 9. Pretzfeld 10. Unterleinleiter 11. Weilersbach 12. Weißenohe 13. Wiesenthau 14. Wiesenttal |